# Schneefegen
Schneefegen herrscht, wenn am Boden liegender Schnee durch Wind in die bodennächsten Luftschichten aufgewirbelt wird. Die Sicht in Augenhöhe des Beobachters wird dadurch nicht beeinträchtigt. Sinkt die Sichtweite auch in Augenhöhe unter einen Kilometer, so herrscht auch Schneetreiben.
Schneefegen ist eine der Folgen eines Schneesturms, kann aber auch durch niederschlagsfreie Starkwinde hervorgerufen werden, die schon liegenden Schnee wieder aufwirbeln und verfrachten. Schneefegen führt im Besonderen zu Schneeverwehungen. Im Gebirge, wo sich aufgrund des rauen Terrains die Unterscheidung zwischen Schneefegen und Schneetreiben nicht treffen lässt, führt dieser Wetterzustand zu Schneewechten, die als einer der Hauptauslöser von Lawinen gelten.